# Spas Gyurov
Spas Stamenov Gyurov (em búlgaro:  Спас Стаменов Гюров, 7 de fevereiro de 1986) é um ciclista olímpico búlgaro. Representou sua nação nos Jogos Olímpicos de Verão de 2012, na prova de corrida individual em estrada, mas não conseguiu terminar.